# Scherpenisse
Scherpenisse (51° 33′ N, 4° 06′ L) é uma cidade dos Países Baixos, na província de Zelândia. Scherpenisse pertence ao município de Tholen, e está situada a 14 km, a oeste de Bergen op Zoom.
Em 2001, a cidade de Scherpenisse tinha 1414 habitantes. A área urbana da cidade é de 0.26 km², e tem 560 residências. 
A área de Scherpenisse, que também inclui as partes periféricas da cidade, bem como a zona rural circundante, tem uma população estimada em 1940 habitantes.